# Stormtrooper
 (juillet 2014).
Si vous disposez d'ouvrages ou d'articles de référence ou si vous connaissez des sites web de qualité traitant du thème abordé ici, merci de compléter l'article en donnant les références utiles à sa vérifiabilité et en les liant à la section « Notes et références ».
Pour l’article homonyme, voir Stormtrooper (jeu vidéo).
Personnage de fiction apparaissant dans
Star Wars.
Dans la saga Star Wars, les stormtroopers ou soldats impériaux sont les soldats de l'Empire galactique puis du Premier Ordre.
Dans la trilogie originale, ils sont sous les ordres de Dark Vador,
L'Empereur, ou du Grand Moff Tarkin et, dans la Troisième trilogie, sous les ordres de Snoke, Kylo Ren, Capitaine Phasma et le Général Hux

## Origine
Leur origine est liée à la guerre des clones entre 22 av. BY et 19 av. BY. Dix ans plus tôt, les Kaminoans, habitants de la planète Kamino, ont reçu la commande du maître Jedi Sifo-Dyas (identité usurpée par le comte Dooku) d'une grande armée de soldats clones (ils sont issus, comme Boba Fett, de l'ADN de Jango Fett recruté comme sujet d'origine par le comte Dooku) pour le compte de la République. Tous les clones ont été modifiés secrètement par les scientifiques Kaminoans afin d'être contrôlés par Palpatine. Toujours sous le faux nom de Sifo-Dias, Dooku supprime les données de la planète Kamino de la bibliothèque du Temple Jedi. 
Lors de la Bataille de Géonosis en 22 av. BY, Mace Windu avec 200 Jedi étaient confrontés à une immense armée droïde de la Confédération des systèmes indépendants sous le commandement du Comte Dooku quand Yoda arriva en tant que Haut Général Jedi à la tête d'un contingent de la nouvelle armée clone. Malgré la victoire des troupes clones de la République de nombreux Jedi y perdirent la vie. 
À la fin de la guerre des Clones, le chancelier Palpatine lance aux clones l'ordre 66 qui consiste à assassiner les Jedi qui sont un frein à son plan visant à prendre le contrôle de la galaxie. Par conséquent, les clones deviennent les soldats du nouvel Empire galactique, mais seront rapidement remplacés par du personnel humain non cloné, à cause de leur coût élevé et de leur vieillesse prématurée. Néanmoins, en raison de son efficacité redoutable au combat, la 501e Légion restera composée de soldats clones dans sa totalité et ce jusqu'à la fin de l'Empire galactique.

## Caractéristiques

### Au service de l'Empire
Les Stormtroopers sont l'élite des soldats à travers la galaxie. Ils sont le symbole le plus caractéristique du nouvel Ordre. Leur nombre s’élève à des dizaines de millions à travers la galaxie. Selon la définition de l'Empire, ils sont chargés de "faire régner l'ordre dans la galaxie, protéger la paix et écraser la rébellion". Convaincus par cette propagande impériale, des millions d'hommes se sont engagés dans la Grande Armée. Certains se sont laissés séduire aussi par les conditions de travail ; un stormtrooper de la 501e légion a évoqué "une bonne paye, des vacances et les meilleurs soins dentaires et médicaux que l'on puisse trouver dans toute la galaxie". Cependant, des recrues, confrontés par la suite à la réalité du terrain (brutalités envers les populations, tueries...), ont préféré déserter.
La bataille d'Endor et la fondation de la Nouvelle République n'a pas entrainé une disparition des Stormtroopers. Des milliers de soldats ont continué de porter l'armure avec l'espoir d'un rétablissement de l'Empire. Si certains sont devenus gardes de petits patrons, un grand nombre se sont mis au service d'anciens chefs impériaux, comme Moff Gideon.

### Composition de l'armée
D'après les propos de George Lucas, les stormtroopers de l'Empire comprennent :
- des clones issus de Jango Fett. Si, dans l'épisode IV, un stormtrooper se cogne la tête contre une porte de l'Étoile de la mort, c'est parce qu' il s'agit d'une caractéristique des clones du chasseur de primes. En effet, Fett se cognait régulièrement la tête à cause de son casque qui ne lui permettait pas de voir correctement.
- des clones venant de multiples sources. En effet, le processus de sélection était devenu plus politique que stratégique dans certaines occasions. Avoir des relations dans le monde politique permettait d'être choisi à la place d'une autre personne pourtant plus performante. Cela peut ainsi expliquer les tirs maladroits de certains stormtroopers.

Cependant les clones coûtaient cher à fabriquer et développaient des comportements individuels. L'Empire va donc diminuer de plus en plus leur nombre et trouver d'autres moyens pour augmenter les effectifs de soldats :
- des hommes et femmes souhaitant entrer dans l'armée impériale. C'est notamment le cas de Kreel. Gladiateur des arènes de la planète Chagar IX, il est sauvé par la 501e légion. Il intègre l'académie impériale et par la suite devient commandant de l'escouade SCAR (Section Commando autonome de Reconnaissance), alias Force Spéciale 99[6].
- des conscrits, enrôlés de force dans l'armée.

Les critères de recrutement sont stricts : il est nécessaire de se rapprocher le plus possible de la morphologie des soldats clones. Ainsi, un Stormtrooper doit mesurer entre 1,79 et 1,85 mètre et son poids est compris entre 78 et 85 kg.
Un programme secret, visant à élever et conditionner des enfants pour en faire des futurs soldats sera mis en place sous la responsabilité du commandant Hux. Il sera appliqué sous le Premier Ordre. Ainsi, FN-2187, le futur rebelle Finn, a été enlevé à sa famille dès l'enfance et formé de cette manière.
Sous le Premier Ordre, il n'y a plus de clones parmi les stormtroopers.

### La formation
Les jeunes, garçons ou filles, souhaitant devenir stormtrooper intègrent dès l'âge de 15 ans une académie impériale : ils deviennent ainsi des cadets impériaux. Les centres d'entraînement se trouvent sur plusieurs planètes, comme Lothal. Mais Carida possède l'académie la plus prestigieuse, d'où sortent les officiers supérieurs.
Les cadets impériaux portent un uniforme blanc et gris, des bottes noires et un casque avec respirateur qui sert aussi aux communications. Ils sont armés d'un fusil-blaster E-11.
Ils reçoivent un endoctrinement intensif aux idéaux de l'Empire. Chaque soldat est totalement préparé à donner sans hésitation sa vie au service de l'Empire. Ils sont ensuite formés aux meilleures tactiques militaires ce qui les rend grandement supérieurs à la plupart de leurs adversaires. La compétitivité entre cadets est encouragée. Des simulations grandeur nature ont lieu afin de tester la qualité des nouvelles recrues. Les blessés sont nombreux lors des exercices. Les futurs stormtroopers voient souvent leurs camarades mourir sous leurs yeux, mais ils ne doivent nullement les aider mais accomplir l'ordre qui leur a été donné.
Malgré leur formation de soldats d'élites, les stormtroopers sont de piètres tireurs, comme la démontré leur entrée dans l'astro-corvette "Tantive IV" dans "un nouvel espoir". Cette maladresse légendaire au tir, est reprise dans un petit clin d'œil, par les scénaristes du Mandalorien, quand dans la saison 1, deux scouts-troopers, tentent sans succès de viser un objet près d'eux et le loupent, mais ne semblent pas s'en étonner.

### Les équipements
Pour compléter leurs performances physique et tactique, ils disposent du meilleur équipement de la galaxie :
- Une combinaison noire est recouverte d'une armure blindée en plastoïde blanc, composée de 18 éléments indépendants qui adhérent à la combinaison grâce à des éléments de fixation magnomatique flexible. Cette armure les protège des débris d'explosion et de certains tirs obliques. Ils ont aussi un casque très perfectionné, avec filtres respiratoires, visière polarisée, communicateur à longue distance, détecteur de mouvement, vision infrarouge... Celui-ci permet un affichage de visière optionnel donnant un mode texte des indications directionnelles et atmosphériques.

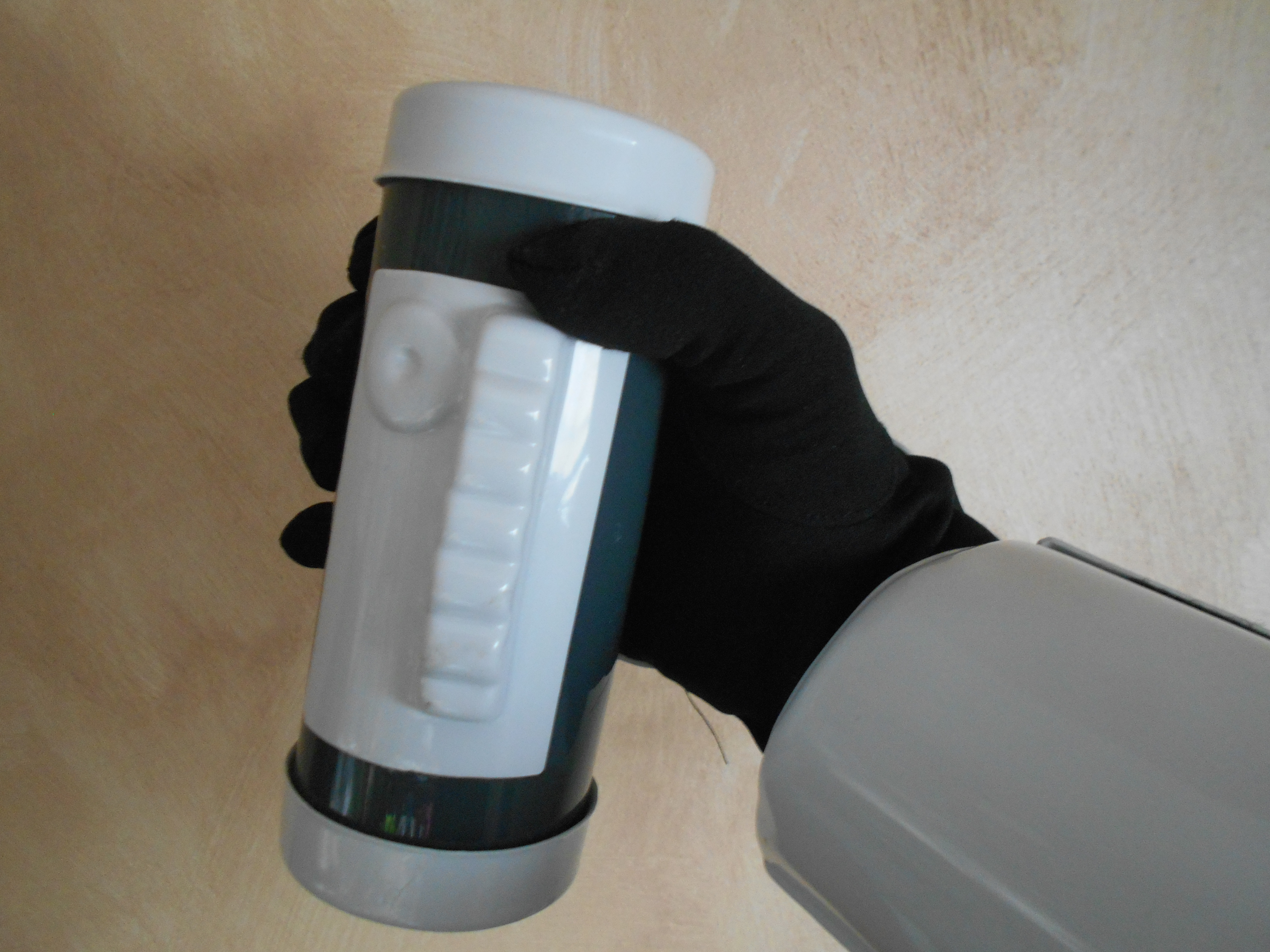
Détonateur thermique, qui se porte à l'arrière du ceinturon.

- Détonateur thermique, qui se porte à l'arrière du ceinturon.Un ceinturon multi-usages comprend des cellules énergétiques pour pistolet et fusil blaster, des rations d'énergie et un kit d'outillage compact. Deux absorbeurs de puissance de tir blaster y sont reliés. Un détonateur thermique se place à l'arrière du ceinturon. D'autres engins peuvent se rajouter : un comlink (appareil de communication), un grappin, des macrojumelles, des menottes et un dé-ioniseur de combat.

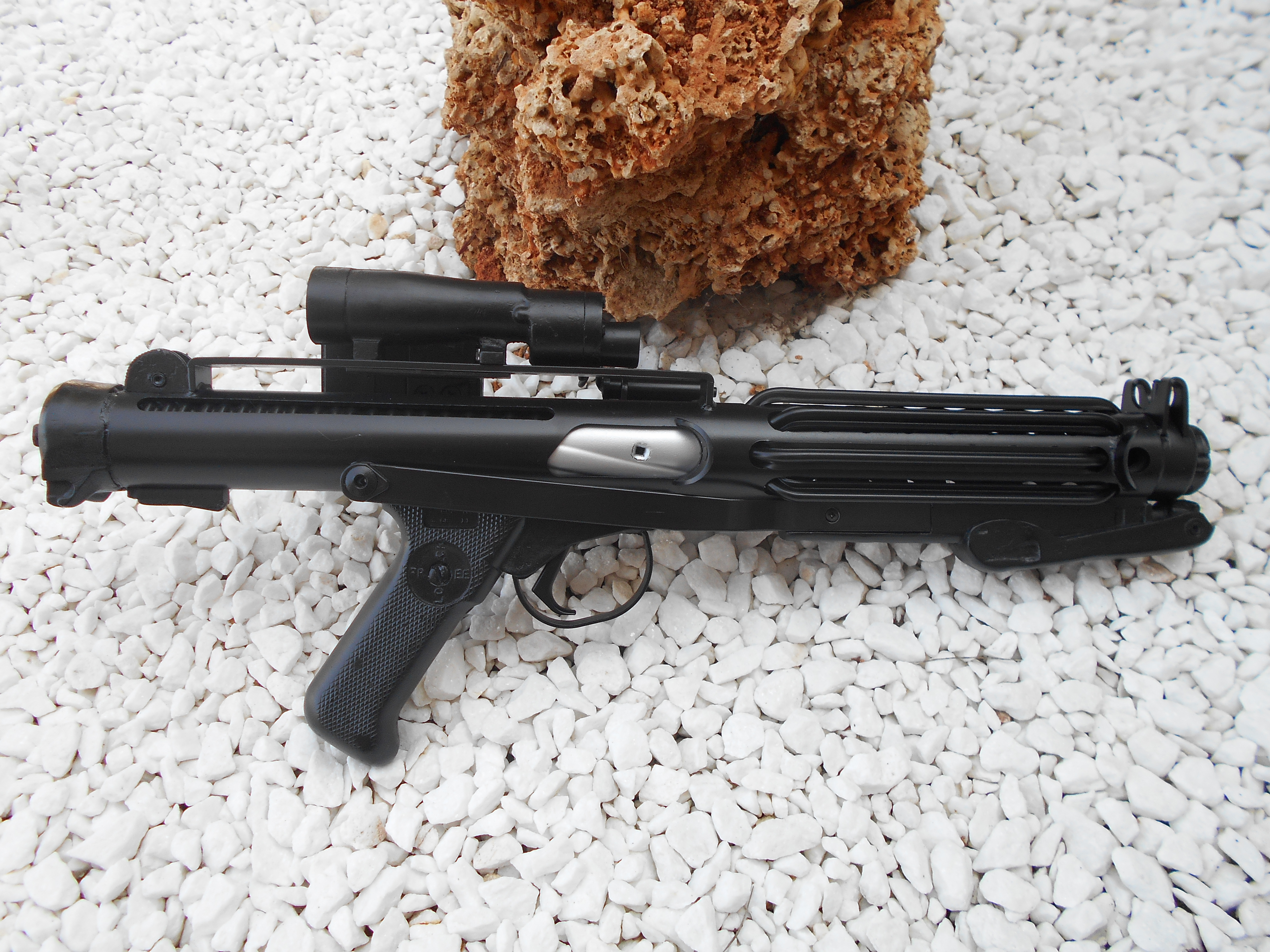
Blaster E-11

- Blaster E-11L'arme principale est le fusil blaster (le DC-15 à l'époque républicaine et au début de l'Empire et le Blaster E-11 à l'époque de la guerre Civile Galactique). Certains d'entre eux utilisent un lance-roquette ou d'un fusil blaster lourd DLT19..

#### Création
Le casque et l'armure des Stormtroopers ont été réalisés à partir d'esquisses de Ralph McQuarrie. Le casque a été sculpté par Liz Moore et Nick Pemberton, le reste de l'armure est dû à Brian Muir, qui a aussi travaillé sur le costume de Darth Vader.

### La501elégion
La 501e Légion impériale, connue pour ses hauts faits d'armes sous l'Empire comme sous la République, caractérise le mieux les impitoyables stormtroopers impériaux. Elle est sous les ordres directs de Dark Vador, ce qui la rend particulièrement redoutable et efficace. Elle incarne parfaitement les idéaux Impériaux : l'ordre par la peur, et la sécurité par la force. La 501e reste fidèle aux idéaux impériaux pendant plus de cinquante ans, jusqu'à l'époque néo-républicaine. De plus, elle est l'unique bataillon de l'empire à être toujours composée exclusivement de soldats clones, et ce jusqu'à la fin de l'empire.

## Les stormtroopers dans l'art contemporain
Les soldats de l'Empire ont inspiré des artistes. En 2015, dans sa série The Other Side, le photographe espagnol Jorge Perez Higuera imagine les stormtroopers dans leur vie quotidienne. Les clichés les montrent dans une laverie, dans une station essence, dans une salle de classe ou encore en train de déjeuner ou en jouer aux jeux vidéos. Dans la série Another Stormtrooper Day Off, le britannique Darryll Jones photographie une figurine d’un soldat de Palpatine dans ses moments perdus : il joue de la guitare, pêche, se promène dans la nature... Dès 1999, dans les Celebrations, ces conventions organisées par Lucasfilm pour les fans de Stars Wars, des expositions présentent des œuvres mettant en scène les stormtroopers. Ainsi, dans The Folly of TK-421, Chris Trevas illustre une scène non visible de Un nouvel espoir : la mort de TK-421 et de son partenaire, tués par Han Solo et Chewbacca dans le Faucon Millenium arrimé à l'intérieur de l'Étoile de la mort.